# Alpina argentipicta
Alpina argentipicta är en fjärilsart som beskrevs av Eugen Wehrli 1921. Alpina argentipicta ingår i släktet Alpina och familjen mätare. Inga underarter finns listade i Catalogue of Life.